# فهرست نخست‌وزیران لبنان
این فهرست نخست‌وزیران لبنان از زمان ایجاد این منصب در سال ۱۹۲۶ است که رسماً با عنوان رئیس شورای وزیران، شناخته می‌شود.

## فهرست نخست‌وزیران

### لبنان بزرگ، بخشی ازقیمومت فرانسه(۱۹۲۶–۱۹۴۳)
| شماره                                       | تصویر | نام (تولد–مرگ)                                        | دوره            | دوره            | دوره           | حزب | حزب                  | کابینه              | منابع |
| شماره                                       | تصویر | نام (تولد–مرگ)                                        | آغاز            | پایان           | مدت            | حزب | حزب                  | کابینه              | منابع |
| ------------------------------------------- | ----- | ----------------------------------------------------- | --------------- | --------------- | -------------- | --- | -------------------- | ------------------- | ----- |
| ۱                                           |       | Auguste Adib Pacha أوغست أديب باشا (1859–1936)        | ۳۱ مه ۱۹۲۶      | ۵ مه ۱۹۲۷       | ۳۳۹ روز        |     | Independent          | Adib I              | [ ۱ ] |
| ۲                                           |       | Bechara Khoury بشارة الخوري (1890–1964)               | ۵ مه ۱۹۲۷       | ۱۰ اوت ۱۹۲۸     | ۱ سال، ۹۷ روز  |     | Constitutional Party | Khoury I–II         | [ ۱ ] |
| ۳                                           |       | Habib Pacha Es-Saad حبيب باشا السعد (1867–1942)       | ۱۰ اوت ۱۹۲۸     | ۹ مه ۱۹۲۹       | ۲۷۲ روز        |     | Independent          | Saad                | [ ۱ ] |
| ۴                                           |       | Bechara Khoury بشارة الخوري (1890–1964)               | ۹ مه ۱۹۲۹       | ۱۱ اکتبر ۱۹۲۹   | ۱۵۵ روز        |     | Constitutional Party | Khoury III          | [ ۱ ] |
| ۵                                           |       | Émile Eddé إميل أده (1886–1949)                       | ۱۱ اکتبر ۱۹۲۹   | ۲۵ مارس ۱۹۳۰    | ۱۶۵ روز        |     | National Bloc        | Eddé                | [ ۱ ] |
| ۶                                           |       | Auguste Adib Pacha أوغست أديب باشا (1859–1936)        | ۲۵ مارس ۱۹۳۰    | ۹ مارس ۱۹۳۲     | ۱ سال، ۳۵۰ روز |     | Independent          | Adib II             | [ ۱ ] |
| ۷                                           |       | Charles Debbas شارل دباس (1884–1935)                  | ۹ مارس ۱۹۳۲     | ۲۹ ژانویه ۱۹۳۴  | ۱ سال، ۳۲۶ روز |     | Independent          | [ ۲ ]               | [ ۱ ] |
| ۸                                           |       | Abdallah Beyhum عبدالله بيهم (1879–1962)              | ۲۹ ژانویه ۱۹۳۴  | ۳۰ ژانویه ۱۹۳۶  | ۲ سال، ۱ روز   |     | Independent          | [ ۳ ]               | [ ۱ ] |
| ۹                                           |       | Ayoub Tabet أيوب ثابت (1884–1951)                     | ۳۰ ژانویه ۱۹۳۶  | ۵ ژانویه ۱۹۳۷   | ۳۴۱ روز        |     | Independent          | [ ۳ ]               | [ ۱ ] |
| ۱۰                                          |       | Khayreddine al-Ahdab خير الدين الأحدب (1894–1941)     | ۵ ژانویه ۱۹۳۷   | ۱۸ مارس ۱۹۳۸    | ۱ سال، ۷۲ روز  |     | National Bloc        | Ahdab I–II–III–IV–V | [ ۱ ] |
| ۱۱                                          |       | Khaled Chehab خالد شهاب (1886–1978)                   | ۱۸ مارس ۱۹۳۸    | ۲۴ اکتبر ۱۹۳۸   | ۲۲۰ روز        |     | Independent          | Chehab I            | [ ۱ ] |
| ۱۲                                          |       | Abdallah Yafi عبدالله اليافي (1901–1986)              | ۲۴ اکتبر ۱۹۳۸   | ۲۱ سپتامبر ۱۹۳۹ | ۳۳۲ روز        |     | Independent          | Yafi I–II           | [ ۱ ] |
| ۱۳                                          |       | Abdallah Beyhum عبدالله بيهم (1879–1962)              | ۲۱ سپتامبر ۱۹۳۹ | ۴ آوریل ۱۹۴۱    | ۱ سال، ۱۹۵ روز |     | Independent          |                     | [ ۱ ] |
| بدون متصدی (۴ آوریل ۱۹۴۱ – ۷ آوریل ۱۹۴۱)    |       |                                                       |                 |                 |                |     |                      |                     |       |
| ۱۴                                          |       | Alfred Georges Naccache ألفرد جورج النقاش (1887–1978) | ۷ آوریل ۱۹۴۱    | ۲۶ نوامبر ۱۹۴۱  | ۲۳۳ روز        |     | Kataeb Party         |                     | [ ۱ ] |
| بدون متصدی (۲۶ نوامبر ۱۹۴۱ – ۱ دسامبر ۱۹۴۱) |       |                                                       |                 |                 |                |     |                      |                     |       |
| ۱۵                                          |       | Ahmad Daouk أحمد الداعوق (1892–1979)                  | ۱ دسامبر ۱۹۴۱   | ۲۶ ژوئیه ۱۹۴۲   | ۲۳۷ روز        |     | Independent          | Daouk I             | [ ۱ ] |
| ۱۶                                          |       | Sami Solh سامي الصلح (1887–1968)                      | ۲۶ ژوئیه ۱۹۴۲   | ۲۲ مارس ۱۹۴۳    | ۲۳۹ روز        |     | Constitutional Party | Sami Solh I         | [ ۱ ] |
| ۱۷                                          |       | Ayoub Tabet أيوب ثابت (1884–1951)                     | ۲۲ مارس ۱۹۴۳    | ۲۱ ژوئیه ۱۹۴۳   | ۱۲۱ روز        |     | Independent          | Tabet               | [ ۱ ] |
| بدون متصدی (۲۱ ژوئیه ۱۹۴۳ – ۱ اوت ۱۹۴۳)     |       |                                                       |                 |                 |                |     |                      |                     |       |
| ۱۸                                          |       | Petro Trad بيترو طراد (1876–1947)                     | ۱ اوت ۱۹۴۳      | ۲۵ سپتامبر ۱۹۴۳ | ۵۵ روز         |     | Independent          |                     | [ ۱ ] |

### جمهوری لبنان (۱۹۴۳–اکنون)
| شماره                                      | تصویر | نام (تولد–مرگ)                                  | دوره                        | دوره                       | دوره           | حزب | حزب                                 | کابینه                | منابع |
| شماره                                      | تصویر | نام (تولد–مرگ)                                  | آغاز                        | پایان                      | مدت            | حزب | حزب                                 | کابینه                | منابع |
| ------------------------------------------ | ----- | ----------------------------------------------- | --------------------------- | -------------------------- | -------------- | --- | ----------------------------------- | --------------------- | ----- |
| ۱                                          |       | Riad Solh رياض الصلح (1894–1951)                | ۲۵ سپتامبر ۱۹۴۳             | ۱۰ ژانویه ۱۹۴۵             | ۱ سال، ۱۰۷ روز |     | Constitutional Party                | Riad Solh I–II        | [ ۴ ] |
| ۲                                          |       | Abdul Hamid Karami عبد الحميد كرامي (1890–1950) | ۱۰ ژانویه ۱۹۴۵              | ۲۰ اوت ۱۹۴۵                | ۲۲۲ روز        |     | مستقل                               | Karami                | [ ۴ ] |
| بدون متصدی (۲۰ اوت ۱۹۴۵ – ۲۳ اوت ۱۹۴۵)     |       |                                                 |                             |                            |                |     |                                     |                       |       |
| ۳                                          |       | Sami Solh سامي الصلح (1887–1968)                | ۲۳ اوت ۱۹۴۵                 | ۲۲ مه ۱۹۴۶                 | ۲۷۲ روز        |     | Constitutional Party                | Sami Solh II          | [ ۴ ] |
| ۴                                          |       | Saadi Munla سعدي المنلا (1890–1975)             | ۲۲ مه ۱۹۴۶                  | ۱۴ دسامبر ۱۹۴۶             | ۲۰۶ روز        |     | مستقل                               | Munla                 | [ ۴ ] |
| ۵                                          |       | Riad Solh رياض الصلح (1894–1951)                | ۱۴ دسامبر ۱۹۴۶              | ۱۴ فوریه ۱۹۵۱              | ۴ سال، ۶۲ روز  |     | Independence Movement               | Riad Solh III–IV–V–VI | [ ۴ ] |
| ۶                                          |       | Hussein Oweini حسين العويني (1900–1971)         | ۱۴ فوریه ۱۹۵۱               | ۷ آوریل ۱۹۵۱               | ۵۲ روز         |     | مستقل                               | Oweini I              | [ ۴ ] |
| ۷                                          |       | Abdallah Yafi عبدالله اليافي (1901–1986)        | ۷ آوریل ۱۹۵۱                | ۱۱ فوریه ۱۹۵۲              | ۳۱۰ روز        |     | مستقل                               | Yafi III              | [ ۴ ] |
| ۸                                          |       | Sami Solh سامي الصلح (1887–1968)                | ۱۱ فوریه ۱۹۵۲               | ۹ سپتامبر ۱۹۵۲             | ۲۱۱ روز        |     | Constitutional Party                | Sami Solh III         | [ ۴ ] |
| ۹                                          |       | Nazem Akkari ناظم عكاري (1902–1985)             | ۱۰ سپتامبر ۱۹۵۲             | ۱۴ سپتامبر ۱۹۵۲            | ۴ روز          |     | مستقل                               | Akkari                | [ ۴ ] |
| ۱۰                                         |       | Saeb Salam صائب سلام (1905–2000)                | ۱۴ سپتامبر ۱۹۵۲             | ۱۸ سپتامبر ۱۹۵۲            | ۴ روز          |     | مستقل                               | Salam I               | [ ۴ ] |
| —                                          |       | Fuad Chehab فؤاد شهاب (1902–1973) acting        | ۱۸ سپتامبر ۱۹۵۲             | ۱ اکتبر ۱۹۵۲               | ۱۳ روز         |     | مستقل                               | Fouad Chehab          | [ ۴ ] |
| ۱۱                                         |       | Khaled Chehab خالد شهاب (1886–1978)             | ۱ اکتبر ۱۹۵۲                | ۱ مه ۱۹۵۳                  | ۲۱۲ روز        |     | مستقل                               | Khaled Chehab II      | [ ۴ ] |
| ۱۲                                         |       | Saeb Salam صائب سلام (1905–2000)                | ۱ مه ۱۹۵۳                   | ۱۶ اوت ۱۹۵۳                | ۱۰۷ روز        |     | مستقل                               | Salam II              | [ ۴ ] |
| ۱۳                                         |       | Abdallah Yafi عبدالله اليافي (1901–1986)        | ۱۶ اوت ۱۹۵۳                 | ۱۶ سپتامبر ۱۹۵۴            | ۱ سال، ۳۱ روز  |     | مستقل                               | Yafi IV–Yafi V        | [ ۴ ] |
| ۱۴                                         |       | Sami Solh سامي الصلح (1887–1968)                | ۱۶ سپتامبر ۱۹۵۴             | ۱۹ سپتامبر ۱۹۵۵            | ۱ سال، ۳ روز   |     | Constitutional Party                | Sami Solh IV–V        | [ ۴ ] |
| ۱۵                                         |       | Rashid Karami رشيد كرامي (1921–1987)            | ۱۹ سپتامبر ۱۹۵۵             | ۲۰ مارس ۱۹۵۶               | ۱۸۳ روز        |     | مستقل                               | Karami I              | [ ۴ ] |
| ۱۶                                         |       | Abdallah Yafi عبدالله اليافي (1901–1986)        | ۲۰ مارس ۱۹۵۶                | ۱۸ نوامبر ۱۹۵۶             | ۲۴۳ روز        |     | مستقل                               | Yafi VI–VII           | [ ۴ ] |
| ۱۷                                         |       | Sami Solh سامي الصلح (1887–1968)                | ۱۸ نوامبر ۱۹۵۶              | ۲۰ سپتامبر ۱۹۵۸            | ۱ سال، ۳۰۶ روز |     | Constitutional Party                | Sami Solh VI–VII–VIII | [ ۴ ] |
| —                                          |       | Khalil Hibri خليل الهبري (1904–1979) acting     | ۲۰ سپتامبر ۱۹۵۸             | ۲۴ سپتامبر ۱۹۵۸            | ۴ روز          |     | مستقل                               | Sami Solh VIII        | [ ۴ ] |
| ۱۸                                         |       | Rashid Karami رشيد كرامي (1921–1987)            | ۲۴ سپتامبر ۱۹۵۸             | ۱۴ مه ۱۹۶۰                 | ۱ سال، ۲۳۳ روز |     | مستقل                               | Karami II–III         | [ ۴ ] |
| ۱۹                                         |       | Ahmad Daouk أحمد الداعوق (1892–1979)            | ۱۴ مه ۱۹۶۰                  | ۱ اوت ۱۹۶۰                 | ۷۹ روز         |     | مستقل                               | Daouk II              | [ ۴ ] |
| ۲۰                                         |       | Saeb Salam صائب سلام (1905–2000)                | ۲ اوت ۱۹۶۰                  | ۳۱ اکتبر ۱۹۶۱              | ۱ سال، ۹۰ روز  |     | مستقل                               | Salam III–IV          | [ ۴ ] |
| ۲۱                                         |       | Rashid Karami رشيد كرامي (1921–1987)            | ۳۱ اکتبر ۱۹۶۱               | ۲۰ فوریه ۱۹۶۴              | ۲ سال، ۱۱۲ روز |     | مستقل                               | Karami IV             | [ ۴ ] |
| ۲۲                                         |       | Hussein Oweini حسين العويني (1900–1971)         | ۲۰ فوریه ۱۹۶۴               | ۲۵ ژوئیه ۱۹۶۵              | ۱ سال، ۱۵۵ روز |     | مستقل                               | Oweini II–III–IV      | [ ۴ ] |
| ۲۳                                         |       | Rashid Karami رشيد كرامي (1921–1987)            | ۲۵ ژوئیه ۱۹۶۵               | ۹ آوریل ۱۹۶۶               | ۲۵۸ روز        |     | مستقل                               | Karami V              | [ ۴ ] |
| ۲۴                                         |       | Abdallah Yafi عبدالله اليافي (1901–1986)        | ۹ آوریل ۱۹۶۶                | ۲ دسامبر ۱۹۶۶              | ۲۳۷ روز        |     | مستقل                               | Yafi VIII             | [ ۴ ] |
| بدون متصدی (۲ دسامبر ۱۹۶۶ – ۷ دسامبر ۱۹۶۶) |       |                                                 |                             |                            |                |     |                                     |                       |       |
| ۲۵                                         |       | Rashid Karami رشيد كرامي (1921–1987)            | ۷ دسامبر ۱۹۶۶               | ۸ فوریه ۱۹۶۸               | ۱ سال، ۶۳ روز  |     | مستقل                               | Karami VI             | [ ۴ ] |
| ۲۶                                         |       | Abdallah Yafi عبدالله اليافي (1901–1986)        | ۸ فوریه ۱۹۶۸                | ۱۵ ژانویه ۱۹۶۹             | ۳۴۲ روز        |     | مستقل                               | Yafi IX–X–XI          | [ ۴ ] |
| ۲۷                                         |       | Rashid Karami رشيد كرامي (1921–1987)            | ۱۵ ژانویه ۱۹۶۹              | ۱۳ اکتبر ۱۹۷۰              | ۱ سال، ۲۷۱ روز |     | مستقل                               | Karami VII–VIII       | [ ۴ ] |
| ۲۸                                         |       | Saeb Salam صائب سلام (1905–2000)                | ۱۳ اکتبر ۱۹۷۰               | ۲۵ آوریل ۱۹۷۳              | ۲ سال، ۱۹۴ روز |     | مستقل                               | Salam V–VI            | [ ۴ ] |
| ۲۹                                         |       | Amin Hafez أمين الحافظ (1926–2009)              | ۲۵ آوریل ۱۹۷۳               | ۲۱ ژوئن ۱۹۷۳               | ۵۷ روز         |     | مستقل                               | Hafez                 | [ ۴ ] |
| ۳۰                                         |       | Takieddine Solh تقي الدين الصلح (1908–1988)     | ۲۱ ژوئن ۱۹۷۳                | ۳۱ اکتبر ۱۹۷۴              | ۱ سال، ۱۳۲ روز |     | مستقل                               | Takieddin Solh        | [ ۴ ] |
| ۳۱                                         |       | Rachid Solh رشيد الصلح (1926–2014)              | ۳۱ اکتبر ۱۹۷۴               | ۲۴ مه ۱۹۷۵                 | ۲۰۵ روز        |     | مستقل                               | Rachid Solh I         | [ ۴ ] |
| ۳۲                                         |       | Nureddine Rifai نور الدين الرفاعي (1899–1980)   | ۲۴ مه ۱۹۷۵                  | ۲۷ مه ۱۹۷۵                 | ۳ روز          |     | نظامی                               | Rifai                 | [ ۴ ] |
| بدون متصدی (۲۷ مه ۱۹۷۵ – ۱ ژوئیه ۱۹۷۵)     |       |                                                 |                             |                            |                |     |                                     |                       |       |
| ۳۳                                         |       | Rashid Karami رشيد كرامي (1921–1987)            | ۱ ژوئیه ۱۹۷۵                | ۸ دسامبر ۱۹۷۶              | ۱ سال، ۱۶۰ روز |     | National Salvation Front            | Karami IX             | [ ۴ ] |
| ۳۴                                         |       | Salim Huss سليم الحص (1929–2024)                | ۸ دسامبر ۱۹۷۶               | ۲۰ ژوئیه ۱۹۸۰              | ۳ سال، ۲۲۵ روز |     | مستقل                               | Hoss I–II             | [ ۴ ] |
| ۳۵                                         |       | Takieddine Solh تقي الدين الصلح (1908–1988)     | ۲۰ ژوئیه ۱۹۸۰               | ۲۵ اکتبر ۱۹۸۰              | ۹۷ روز         |     | مستقل                               | No government         | [ ۴ ] |
| ۳۶                                         |       | Shafik Dib Wazzan شفيق أديب الوزان (1925–1999)  | ۲۵ اکتبر ۱۹۸۰               | ۳۰ آوریل ۱۹۸۴              | ۳ سال، ۱۸۸ روز |     | مستقل                               | Wazzan I–II           | [ ۴ ] |
| ۳۷                                         |       | Rashid Karami رشيد كرامي (1921–1987)            | ۳۰ آوریل ۱۹۸۴               | 1 June 1987                | ۳ سال، ۳۲ روز  |     | National Salvation Front            | Karami X              | [ ۴ ] |
| بدون متصدی (۱ ژوئن ۱۹۸۷ – ۲ ژوئن ۱۹۸۷)     |       |                                                 |                             |                            |                |     |                                     |                       |       |
| ۳۸                                         |       | سلیم الحص (۱۹۲۹–۲۰۲۴)                           | ۲ ژوئن ۱۹۸۷                 | ۲۴ دسامبر ۱۹۹۰ مورد مناقشه | ۳ سال، ۲۰۵ روز |     | مستقل                               | Hoss III              | [ ۴ ] |
| –                                          |       | میشل عون (زاده ۱۹۳۳)                            | ۲۲ سپتامبر ۱۹۸۸ مورد مناقشه | ۱۳ اکتبر ۱۹۹۰              | ۲ سال، ۲۱ روز  |     | نظامی                               | Aoun                  | [ ۴ ] |
| جمهوری دوم لبنان                           |       |                                                 |                             |                            |                |     |                                     |                       |       |
| ۳۹                                         |       | عمر کرامی (۱۹۳۴–۲۰۱۵)                           | ۲۴ دسامبر ۱۹۹۰              | ۱۶ مه ۱۹۹۲                 | ۱ سال، ۱۴۴ روز |     | Arab Liberation Party               | Karami I              | [ ۴ ] |
| ۴۰                                         |       | رشید الصلح (۱۹۲۶–۲۰۱۴)                          | ۱۶ مه ۱۹۹۲                  | ۳۱ اکتبر ۱۹۹۲              | ۱۶۸ روز        |     | مستقل                               | Rachid Solh II        | [ ۴ ] |
| ۴۱                                         |       | رفیق حریری (۱۹۴۴–۲۰۰۵)                          | ۳۱ اکتبر ۱۹۹۲               | ۴ دسامبر ۱۹۹۸              | ۶ سال، ۳۴ روز  |     | Future Movement                     | Hariri I–II–III       | [ ۴ ] |
| ۴۲                                         |       | سلیم الحص (۱۹۲۹–۲۰۲۴)                           | ۴ دسامبر ۱۹۹۸               | ۲۶ اکتبر ۲۰۰۰              | ۱ سال، ۳۲۷ روز |     | مستقل                               | Hoss IV               | [ ۴ ] |
| ۴۳                                         |       | رفیق حریری (۱۹۴۴–۲۰۰۵)                          | ۲۶ اکتبر ۲۰۰۰               | ۲۶ اکتبر ۲۰۰۴              | ۴ years        |     | Future Movement                     | Hariri IV–V           | [ ۴ ] |
| ۴۴                                         |       | عمر کرامی (۱۹۳۴–۲۰۱۵)                           | ۲۶ اکتبر ۲۰۰۴               | ۱۹ آوریل ۲۰۰۵              | ۱۷۵ روز        |     | Arab Liberation Party               | Karami II             | [ ۴ ] |
| ۴۵                                         |       | نجیب میقاتی (زاده ۱۹۵۵)                         | ۱۹ آوریل ۲۰۰۵               | ۱۹ ژوئیه ۲۰۰۵              | ۹۱ روز         |     | Glory Movement                      | میقاتی نخست           | [ ۴ ] |
| ۴۶                                         |       | فؤاد سنیوره (زاده ۱۹۴۳)                         | ۱۹ ژوئیه ۲۰۰۵               | ۹ نوامبر ۲۰۰۹              | ۴ سال، ۱۱۳ روز |     | Future Movement (March 14 Alliance) | Siniora I–II          | [ ۴ ] |
| ۴۷                                         |       | سعد حریری (زاده ۱۹۷۰)                           | ۹ نوامبر ۲۰۰۹               | ۱۳ ژوئن ۲۰۱۱               | ۱ سال، ۲۱۶ روز |     | Future Movement (March 14 Alliance) | حریری نخست‌            | [ ۴ ] |
| ۴۸                                         |       | نجیب میقاتی (زاده ۱۹۵۵)                         | ۱۳ ژوئن ۲۰۱۱                | ۱۵ فوریه ۲۰۱۴              | ۲ سال، ۲۴۷ روز |     | Azm Movement (March 8 Alliance)     | میقاتی دوم            | [ ۴ ] |
| ۴۹                                         |       | تمام سلام (زاده ۱۹۴۵)                           | ۱۵ فوریه ۲۰۱۴               | ۱۸ دسامبر ۲۰۱۶             | ۲ سال، ۳۰۷ روز |     | Future Movement (March 14 Alliance) | سلام                  | [ ۴ ] |
| ۵۰                                         |       | سعد حریری (زاده ۱۹۷۰)                           | ۱۸ دسامبر ۲۰۱۶              | ۲۱ ژانویه ۲۰۲۰             | ۳ سال، ۳۴ روز  |     | Future Movement (March 14 Alliance) | حریری دوم–سوم         | [ ۴ ] |
| ۵۱                                         |       | حسان دیاب (زاده ۱۹۵۹)                           | ۲۱ ژانویه ۲۰۲۰              | ۱۰ سپتامبر ۲۰۲۱            | ۱ سال، ۲۳۲ روز |     | مستقل                               | دیاب                  | [ ۴ ] |
| ۵۲                                         |       | نجیب میقاتی (زاده ۱۹۵۵)                         | ۱۰ سپتامبر ۲۰۲۱             | ۸ فوریه ۲۰۲۵               | ۳ سال، ۱۵۱ روز |     | Azm Movement                        | سوم میقاتی            | [ ۵ ] |
| ۵۳                                         |       | نواف سلام (زاده ۱۹۵۳)                           | ۸ فوریه ۲۰۲۵                | متصدی                      | ۳۳ روز         |     | مستقل                               | سلام                  | [ ۴ ] |